# Клара и волшебный дракон
«Клара и волшебный дракон» (укр. Клара та чарівний дракон, англ. Clara) — украинский анимационний фэнтезийный фильм режиссёра Александра Клименко. Премьера ленты в России состоялась 7 ноября 2019 года.

## Сюжет
Раз в тысячу лет в сказочном лесу появляется волшебный Дракон, который обладает сверхъестественными способностями. Силы Зла начали охоту за его чарами. Девушка Клара вместе с двумя друзьями Енотом и Гномом, решают спасти Дракона и вернуть его домой. Во время путешествия друзья узнают, что Силам Зла нужен не только Дракон, но и Клара.

## В ролях
Оригинальный дубляж на английском делали в Valentinant Media в Лос-Анджелесе.

### Роли озвучивали
- Вероника Лукьяненко — Клара
- Александр Погребняк — Енот
- Сергей Солопай — Альфред
- Дмитрий Завадский — Сип
- Олег Лепенец — Дедушка Гном
- Дмитрий Гаврилов — Шинкарь

### Роли дублировали
Фильм был дублирован на русском языке в 2019 году на студии звукозаписи Владимира Осинского по заказу кинокомпании «СБ Фильм».
- Евгения Отрадная — голос Клары в песнях
- Кирилл Скрипник — Енот

## Производство
Бюджет фильма не оглашается.
Идея создания мультфильма возникла у режиссёра и главного продюсера Александра Клименко более двадцати лет назад до релиза фильма.
Работа над фильмом на новосозданной студии Image Pictures началась в 2016 году, когда и появился первый промо-тизер мультфильма. За первый год работы создатели сумели снять только одну минуту мультфильма. Всего создателями было потрачено 3,5 лет на создание 3D графики фильма: динамические фоны, мех, воду, огонь, одежда и мимику персонажей.

## Саундтрек
Группа PUR: PUR создала и исполнила две композиции на украинском и английском языках для саундтрека фильма.

## Релиз

### Кинопрокат на Украине
Выход фильма должен быть 4 октября 2018, однако его перенесли на 26 октября 2019 года. Фильм вышел в широкий украинский кинопрокат 26 октября 2019.

### Кинопрокат в России
Фильм вышел в широкий российский кинопрокат 7 ноября 2019; дистрибьютор — «СБ Фильм».

### Кинопрокат в остальных странах мира
Фильм вышел в прокат в Болгарии 25 октября 2019 (дистрибьютор bTV Studios) и в Венгрии 31 октября 2019 (дистрибьютор Vertigo Média).

## Отзывы кинокритиков
Фильм получил в основном негативные отзывы украинских кинокритиков.
Обозреватель российского портала «КиноАфиша» Пётр Волошин в своей рецензии отмечает: «Ограниченность создателей фильма в ресурсах видна невооружённым глазом и легко описывается таким примером. В одной из сцен герои выходят из воды: сцена нарисована так, что герои сначала попали в воду, а в следующей сцене они уже из неё вышли. Тем не менее вода с них не стекает — анимация жидкости всегда была делом непростым и ресурсозатратным».
В 2020 году мультфильм номинировался на украинскую национальную кинопремию Украинской киноакадемии «Золотая дзига» в номинации «Премия зрительских симпатий», но не выиграл её.